# Per amore
Pour plus de détails, voir Fiche technique et Distribution.
Per amore est un film dramatique italien réalisé par Mino Giarda et sorti en 1976.

## Synopsis
Marina Reggiani, mariée à un célèbre pianiste, est atteinte d'une maladie incurable, mais décide de cacher son état à son mari toujours très occupé. Alors qu'elle est très malade, elle découvre qu'il a une maîtresse, Daniela Rovati, et la rencontre pour lui demander de s'effacer pour le peu de temps qu'il lui reste à vivre. Daniela accepte et quitte son amant sans lui donner d'explications. Marina dit à son mari qu'elle a besoin de lui, mais elle est rejetée et, au moment de partir, elle est renversée par une voiture et meurt. Le musicien s'en va, enchaînant les tournées. Un an après la séparation, Daniela revient vers l'homme, lui explique ce qui s'est passé, lui dit qu'elle l'aime toujours, mais l'accuse aussi d'être un égoïste insensible qui ne s'est pas rendu compte de ce qui arrivait à sa femme, et déclare finalement qu'elle n'est pas aussi forte que Marina et qu'elle veut être une femme et non la groupie d'un artiste. Sur ces entrefaites, elle s'en va et, bien que le pianiste la poursuive en l'appelant, elle l'abandonne.

## Fiche technique
- Titre original : Per amore[1] (litt. « Par amour »)
- Réalisation : Mino Giarda
- Scénario : Mino Giarda, Giuseppe Berto
- Photographie : Franco Di Giacomo
- Montage : Franco Fraticelli
- Musique : Ennio Morricone
- Décors : Franco Fumagalli
- Costumes : Mariella D'Ambrosio
- Production : Carlo Maietto (it)
- Sociétés de production : Camargue Film
- Pays de production :  Italie
- Langue originale : italien
- Format : couleurs par Telecolor - son mono - 35 mm
- Durée : 100 minutes
- Genre : Drame
- Dates de sortie :
  - Italie : 1976 (visa délivré le 1er octobre 1976)[1]

## Distribution
- Michael Craig : Alberto Reggiani
- Janet Ågren : Daniela Rovati
- Capucine : Marina Reggiani
- Lilla Brignone : Ines, la gouvernante
- Tino Carraro : le père d'Alberto
- Ferruccio De Ceresa (it) : Arturo Rovati
- Elsa Albani : Rosa Reggiani
- Tom Felleghy : Médecin new-yorkais
- Franco Ressel : médecin de Genève
- Jean-François Garreaud : Marco Rovati
- Ida Galli (non créditée) : l'assistante d'Alberto à Venise